# Park Ju-hyun
Park Ju-hyun (박주현?, 朴柱炫?, Bak JuhyeonLR, Pak ChuhyŏnMR; Busan, 5 ottobre 1994) è un'attrice sudcoreana.

## Biografia
Park ha iniziato ad interessarsi alla recitazione dopo aver visto il musical Cats quand'era al primo anno di liceo. Si è poi laureata in recitazione alla Korea National University of Arts ed è apparsa in cortometraggi e opere teatrali quando era studentessa. Ha esordito nel 2019 nel film televisivo Anae-ui chimdae, facendosi notare l'anno successivo per la sua interpretazione nella serie Extracurricular, grazie alla quale ha vinto un Baeksang Arts Award alla miglior attrice emergente. Sono quindi seguiti ruoli da protagonista consecutivi in Jombi tamjeong (2020), Mouse (2021) e Going to You at a Speed of 493km (2022). Nel 2023 si è aggiudicata un MBC Drama Award come attrice eccellente in una miniserie per la serie in costume Geumhollyeong, Joseon hon-in geumjiryeong.

## Filmografia

### Cinema
- Nae-an-ui geunom (내안의 그놈?), regia di Kang Hyo-jin (2019) – cameo
- Seoul Vibe - L'ultimo inseguimento (서울대작전?), regia di (2022)
- 6sigan hu neoneun junneunda (6시간 후 너는 죽는다?), regia di Lee Yoon-seok (2024)
- Drive (드라이브?), regia di Park Dong-hee (2024)
- Project Silence (탈출: 프로젝트 사일런스?), regia di Kim Tae-gon (2024)

### Televisione
- Anae-ui chimdae (아내의 침대?) – film TV (2019)
- Ban-ui ban (반의 반?) – serie TV (2020)
- Extracurricular (인간수업?) – serie TV (2020)
- Jombi tamjeong (좀비탐정?) – serie TV (2020)
- Mouse (마우스?) – serie TV (2021)
- Going to You at a Speed of 493km (너에게 가는 속도 493KM?) – serie TV (2022)
- Geumhollyeong, Joseon hon-in geumjiryeong (금혼령, 조선 혼인 금지령?) – serie TV (2022-2023)
- Wanbyeokhan gajok (완벽한 가족?) – serie TV (2024)